# 대한민국 상법 제49조
대한민국 상법 제49조는 위임에 대한 상법 상행위의 조문이다.

## 조문
제49조 (위임) 상행위의 위임을 받은 자는 위임의 본지에 반하지 아니한 범위내에서 위임을 받지 아니한 행위를 할 수 있다.